# Conselho Nacional do Petróleo
O Conselho Nacional do Petróleo (CNP) foi um órgão governamental, criado em 1938, sob a gestão de Getúlio Vargas, responsável por regulamentar a indústria do Petróleo e de Gás Natural no território brasileiro. Este órgão foi visto como a primeira iniciativa objetiva do governo brasileiro em relação ao petróleo.
Com a criação da Petrobrás, em 1953, parte das funções do conselho passou a ser incorporada por esse novo estatuto. Até que, em 1960, o conselho acabou e foi incorporado pelo Ministério de Minas e Energia, órgão responsável pelas políticas nacionais da indústria de petróleos e derivados.

## História
Durante a primeira gestão de Getúlio Vargas, as políticas internacionais e o contexto às vésperas da Segunda Guerra Mundial, fizeram com que muito se investisse na indústria nacional, principalmente em alguns setores estratégicos, como o setor petrolífero. Na América Latina, vários países fizeram este movimento e o Brasil não ficou de fora. A Constituição de 1937 já chamava a atenção para a exploração das jazidas em território nacional e a importância dessa indústria para o governo vigente.
Foi então em 1938, pelo Decreto-Lei n.395 que foi criado o Conselho Nacional do Petróleo (o CNP), em 29 de abril. O primeiro presidente do conselho foi o General Júlio Caetano Horta Barbosa.
Este órgão tem por objetivo regular a indústria do Petróleo e do Gás Natural, independente de outras indústrias, sendo considerada a primeira iniciativa objetiva do Estado neste sentido. Em 1937, começou a se trilhar um caminho, através de uma legislação que dava ao governo o controle sobre as atividade de refino e exploração do petróleo, o qual levaria ao monopólio desse setor pelo Estado.
O Decreto-Lei n.395 conferiu à União o domínio sobre todas as jazidas encontradas, e ainda não descobertas, em território brasileiro. Além disso, dava ao CNP a função de fiscalizar as atividades comerciais do petróleo, desde a importação e exportação à venda deste bem, além de avaliar os pedidos de pesquisa e lavra.
Antes do CNP, e até da própria exploração deste recurso mineral, existiam outros órgãos que acabavam por fazer às vezes de regulamentador da exploração do petróleo, como a Comissão Geológica do Império do Brasil (1875), inspirada na norte-americana Geological Survey e no Serviço Geológico e Mineralógico do Brasil (1907). O petróleo só passou de fato a ser explorado entre 1918 e 1938, quando o Serviço Geológico e Mineralógico (SGM), braço do Ministério da Agricultura, realizou cerca de 56 perfurações experimentais em território brasileiro.

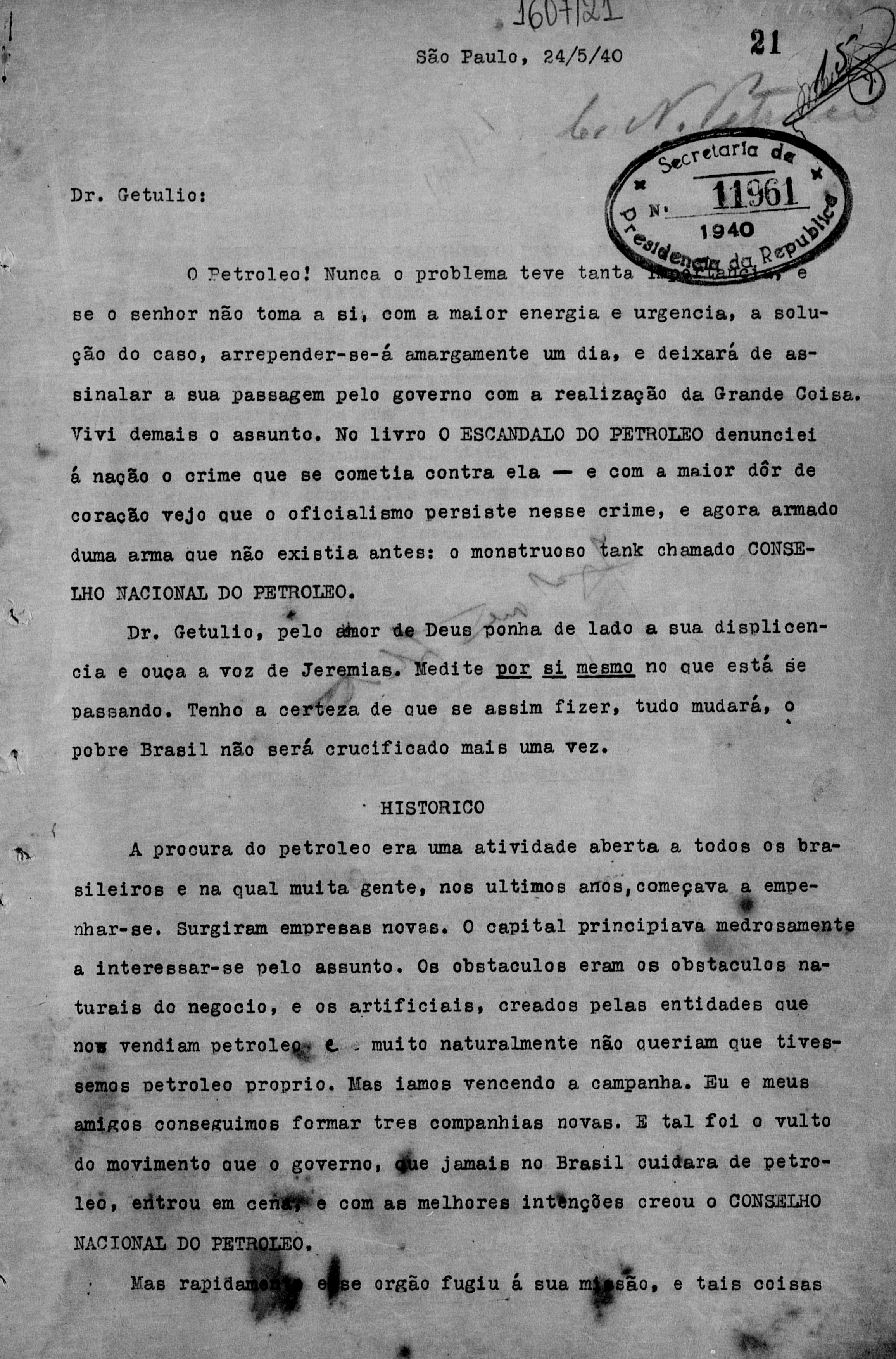
Carta de Monteiro Lobato ao presidente Getúlio Vargas criticando ações do Conselho Nacional do Petróleo em 1940. Documento sob a guarda do Arquivo Nacional

Em seguida, o SGM foi substituído pelo Departamento Nacional de Produção Mineral, o DNPM. Esse órgão foi duramente criticado por conta de seus equipamentos ultrapassados e geólogos despreparados, por conhecerem pouco sobre petróleo, segundo Glycon de Paiva e Irnak Carvalho do Amaral. Em 1934, foi assinado o novo Código de Minas, que transformava as jazidas em bens não integrante às terras que se encontravam, quem controlava sua exploração e pesquisa passaria a ser o Estado e essas atividades estavam restrita à brasileiros.
Em 1939, foi descoberto o primeiro poço de petróleo, na região de Lobato, em Salvador BA, pelos pesquisadores Oscar Cordeiro e Manoel Inácio Bastos, sob jurisdição do CNP. O escritor Monteiro Lobato, inclusive, escreveu uma carta ao então presidente Getúlio Vargas criticando as ações do conselho em suas terras. Apesar disso a descoberta incentivou o prosseguimento das atividades de pesquisa do Conselho Nacional do Petróleo até que em dezembro de 1941 foi perfurado com sucesso e teve iniciada a operação do primeiro poço de petróleo no Brasil, o Poço de Petróleo de Candeias C-1 no município de Candeias na Bahia
O governo Vargas, como ação complementar à criação do CNP, implementou o Decreto-Lei n. 3 236, conhecido como Código do Petróleo. Esse novo decreto entregava à União o domínio imprescritível das jazidas encontradas em território brasileiro, regulamentando a situação desses bens nacionais. O Conselho Nacional do Petróleo foi o único órgão responsável pela questão da indústria de Petróleo e Gás Natural até 1953, com a criação da Petrobrás. Esta instituição incorporou algumas das funções do CNP e também alguns de seus problemas, como a falta de profissionais preparados para trabalhar com a exploração e o refinamento do petróleo. Com isso, o conselho fica responsável apenas pela fiscalização do setor petroleiro.
Em 1960, o Conselho Nacional do Petróleo chega ao fim ao ser incorporado pelo Ministério de Minas e Energia.

### Contexto Histórico
O Conselho Nacional do Petróleo foi criado durante a primeira gestão do presidente Getúlio Vargas (1930 - 1945). Esse período foi marcado por uma postura mais conservadora do governo, que visava proteger o mercado nacional. Esse movimento refletia o mundo fora do Brasil, onde o cenário pós-Primeira Guerra Mundial era propício para a proliferação de sentimentos nacionalistas. Assim, muitos países começaram a estatizar por completo ou apenas em algumas partes as indústrias em setores estratégico, para que o controle desse setor ficasse nas mãos do governo.
A indústria do Petróleo e de Gás Natural é um desses setores estratégicos para a economia que passou a ser controlado por instrumentos estatais. O CNP é um deles, que nasceu no mesmo ano, um pouco antes, que o presidente instaurou o Estado Novo (novembro de 1937). “Novo” na expressão significa buscar uma doutrina que, ao mesmo tempo, se afaste do capitalismo liberal e de ideologias comunistas. Esse “novo” se manifesta no mundo de três maneiras: o fascismo, na Itália, o nazismo na Alemanha, e o corporativismo de Estado, no Brasil.
Assim, era disseminada a ideia de Estado-Nação forte, que iria recompor as estruturas sociais através dos ramos de produção (corporações). Getúlio Vargas, diferente da Itália, onde o Estado forte era representado por um partido politico, representava a força do Estado e o nacionalismo no Brasil. Por isso, foram criadas muitas instituições que protegessem o patrimônio brasileiro, como as relacionadas à exploração de petróleo e seus derivados, a Petrobrás é uma delas. A pauta de Getúlio Vargas desde a sua posse, depois da Revolução de 30, foi a industrialização, segundo ele não haveria indústria no Brasil enquanto os recursos minerais brasileiros não fossem plenamente explorados. Por isso, o setor da indústria de Petróleo e Gás Natural foi tão protegido durante sua gestão, era considerado um setor estratégico para o desenvolvimento industrial no país, reafirmando os ideais nacionalistas disseminados durante o Estado Novo.

## Acontecimentos marcantes

### Contribuição para a formação de profissionais das Geociências no Brasil
Com a criação do Conselho Nacional do Petróleo, a exploração e as pesquisas no cenário petrolífero brasileiro começaram a se intensificar. Com isso, o CNP deparou-se com um problema: não existiam muitos profissionais capacitados para trabalhar com a exploração do petróleo. Assim, passou a ser competência do conselho ajudar na profissionalização de seus funcionários.
Mesmo com a criação da Petrobrás, essa função ainda fazia parte do escopo de trabalho do CNP. Este órgão passou, então, a formar Geólogos e profissionais na área da Engenharia de petróleo. Além disso, por meio de convênio com outras instituições de ensino, o Conselho ajudava na formação de profissionais da Geociências do Brasil. Assim, o quadro de funcionários do Conselho Nacional do Petróleo e da Petrobrás elevaram-se a outro nível de excelência.